# Rožňava
Rožňava är en stad i Slovakien, belägen i den historiska regionen Gemer, numera i regionen Košice. Rožňava har 19 651 invånare (2011). Den har en välbevarad stadskärna och är en turistort.
Stadens tyska namn är Rosenau och så benämndes den även i svenska texter före första världskriget. Stadens ungerska namn är Rozsnyó.
Den svenske författaren och regissören Vladimir Oravsky är Rožňavas hedersmedborgare sedan 2023.